# Helena Rojo
Pour les articles homonymes, voir Rojo.
María Elena Enríquez Ruiz, connue sous le nom de scène Helena Rojo, née le 18 août 1944 à Mexico où elle  meurt le 3 février 2024, est une actrice mexicaine de cinéma, de théâtre et de télévision.

## Biographie
Helena Royo naît le 18 août 1944 à Mexico. Elle commence sa carrière professionnelle comme modèle au début des années 1960. À la fin de cette décennie, elle étudie l'art dramatique chez Carlos Ancira (es) et José Luis Ibáñez, puis fait ses débuts au cinéma en 1968 dans le film El club de los Suicidas. Elle enchaîne la même année dans un deuxième film, Los amigos. Elle continue son activité de modèle tout en ayant de petits rôles au cinéma jusqu'au début des années 1970.
En 1969, elle signe un contrat d'exclusivité chez Productora Cinematográfica Marte et sa carrière prend de l'expansion à la télévision et au théâtre. En 1974, elle obtient le rôle principal dans la telenovela Extraño en su pueblo. Elle a été mariée avec l'acteur Juan Ferrara pendant de nombreuses années et ont eu trois enfants, Léo, Patricia et Elena. Elle se remarie avec Benjamin Fernandez.
Sa carrière cinématographique la conduit à travailler avec les plus importants réalisateurs mexicains des années 1970 et 1980, dont Felipe Cazals, Arturo Ripstein, Rafael Corkidi, Alberto Bojorquez, Marcela Fernández Violante et Jorge Fons.
En 1972, elle tient le rôle d'Inez de Atienza dans Aguirre, la colère de Dieu du réalisateur allemand Werner Herzog, film dans lequel Klaus Kinski a le rôle-titre. Elle joue également aux côtés de Charlotte Rampling, Peter O'Toole et Max von Sydow en 1976 dans Foxtrot, un film réalisé par Arturo Ripstein.
En 2006, elle apparaît dans la série dramatique américaine Ugly Betty, où elle joue une mère qui tente d'éloigner son fils de sa belle-mère.
Helena Rojo meurt à Mexico le 3 février 2024 à l’âge de 79 ans.

## Filmographie partielle

### Cinéma
- 1972 : Espejismo d'Armando Robles Godoy
- 1972 : Aguirre, la colère de Dieu de Werner Herzog
- 1973 :  En ces années-là de Felipe Cazals : Charlotte de Belgique
- 1975 : Mary, Mary, Bloody Mary de Juan López Moctezuma
- 1976 : Foxtrot d'Arturo Ripstein
- 1976 : La gran aventura del Zorro de Raúl de Anda Jr. : Helena

### Télévision (telenovelas)
- 1998-1999 : El privilegio de amar : Luciana Hernández
- 2001-2002 : Abrázame muy fuerte : Damiana Guillén / Juliana Guillén
- 2003 : Amor Real : Doña Augusta Curiel de Peñalver y Beristain
- 2004-2005 : Inocente de ti : Rebeca Linares-Robles / Raquel Linares-Robles
- 2007 : Amor sin maquillaje : Inés Rivera
- 2008-2009 : Cuidado con el ángel : Cecilia Santos de Velarde
- 2009 : Corazón salvaje : Leonarda Montes de Oca de Vidal
- 2010 : Le Triomphe de l'amour (Triunfo del amor)
- 2012 : Por ella soy Eva : Eugenia Mistral
- 2014 : El color de la pasión : Milagros Fuentes Vda. de Valdivia
- 2016 : Corazón que miente : Sara Sáenz Vda. de Castellanos
- 2016-2017 : La candidata : Natalia Suaréz de San Román
- 2017 : El vuelo de la victoria : María Isabel Vda. de De la Peña
- 2019 : Juntos el corazón nunca se equivoca : Dora Ortega

### Télévision (feuilletons)
- 1994 : Marimar